# Hemigraphis angustifolia
Hemigraphis angustifolia är en akantusväxtart som beskrevs av Hallier f.. Hemigraphis angustifolia ingår i släktet Hemigraphis och familjen akantusväxter. Inga underarter finns listade i Catalogue of Life.